# Pierre Bézier
Pierre Étienne Bézier [be'zje] (* 1. September 1910 in Paris; † 25. November 1999) war ein französischer Ingenieur. Er war Absolvent der Hochschule Arts et Métiers ParisTech.
Er begann im Jahre 1933 bei Renault zu arbeiten und blieb dort 42 Jahre. 1960 begann er an dem CAD-/CAM-Programm UNISURF zu arbeiten, welches erstmals 1968 zur Anwendung kam. Seit 1975 wird UNISURF vollständig genutzt. 1977 erhielt er von der Universität Sorbonne den Grad eines Doktors der Mathematik.
In den 1960er Jahren beschrieb er die Bézierkurve, die bei seinem damaligen Arbeitgeber Renault zur Gestaltung von Karosserieformen genutzt wurde. Bézierkurven eignen sich für die interaktive Gestaltung von glatten Kurven in Computerprogrammen, weil sie im Gegensatz zu interpolierenden Kurven nicht zur Oszillation neigen. Bézierkurven sind ein Spezialfall von NURBS, welche heute ein elementares Werkzeug im Bereich CGI und CAGD sind.

## Werke
- P. Bézier: Numerical Control. John Wiley & Sons, 1970, ISBN 0-471-07195-1